# Agnostokasia
Agnostokasia es un género de saltamontes perteneciente a la subfamilia Melanoplinae de la familia Acrididae. Este género se distribuye en el estado de California en Estados Unidos. Agnostokasia es un género monotípico, y su única especie es Agnostokasia sublima, Gurney & Rentz, 1964.